# Tadeusz Białkowski
Tadeusz Białkowski (ur. 17 stycznia 1888 w Sołotwinie, zm. 12 marca 1961 w Krakowie) – polski aktor, głównie teatralny oraz reżyser i pedagog.

## Życiorys
Syn Romana i Marii z Folusiewiczów. Studiował architekturę na Politechnice Lwowskiej i występował tam w zespołach amatorskich. Przygotowywał się do zawodu aktorskiego pod kier. Romana Żelazowskiego. Debiutował w 1909 w Teatrze Nowym we Lwowie. W sezonie 1910/11 występował w Teatrze Polskim w Łodzi, następnie w Teatrze Zjednoczonym w Warszawie (sezon 1911/12), Teatrze Miejskim we Lwowie (1912–1914). Podczas I wojny światowej walczył w Legionach. W latach 1918–1957 występował na deskach Teatru im. Juliusza Słowackiego w Krakowie oraz na scenach Teatru im. Wojciecha Bogusławskiego w Warszawie i krakowskiego Starego Teatru.
Po wojnie był wykładowcą w krakowskich szkołach aktorskich: Studium Dramatycznym Iwo Galla (1945–1946), Państwowej Szkole Dramatycznej (1946–1948) oraz Państwowej Wyższej Szkole Aktorskiej (1949).
Wystąpił tylko w jednym filmie, w Kaloszach szczęścia z 1958, w roli plastyka.
Został pochowany na Cmentarzu Salwatorskim w Krakowie, sektor SC7-8-49.

## Spektakle teatralne

### Role
Teatr Miejski im. Juliusza Słowackiego Kraków
- 1918: Przyjaciele jako Zdzisław (reż. Marian Jednowski)
- 1918: Wyzwolenie jako Mówca (reż. Józef Sosnowski)
- 1921: Hamlet jako Gildenstern (reż. M. Jednowski)
- 1923: Uczta szyderców jako Gianetto Malespini (reż. Teofil Trzciński)
- 1923: Cyd jako Prolog (reż. Stanisława Wysocka)
- 1923: Sen nocy letniej jako Oberon (reż. S. Wysocka)
- 1924: Idjota (aut. Hjalmar Meidell) jako Ks.Lew Nikołajewicz Myszkin (reż. S. Wysocka)
- 1924: Hidalla albo karzeł olbrzym jako Baron Walo von Bruhl (reż. Antoni Piekarski)
- 1925: Śmierć na gruszy jako Poeta (reż. S. Wysocka)
- 1932: Pomsta jako Kyciuś (reż. Stefan Turski)
- 1932: Sułkowski jako Napoleon (reż. Juliusz Osterwa)
- 1932: Wesele jako Poeta (reż. J. Osterwa)
- 1933: Horsztyński jako Karzeł (reż. J. Osterwa)
- 1933, 1945: Uciekła mi przepióreczka jako Małowieski (reż. J. Osterwa)
- 1933: Błędne koło Krystyny jako Alosza Pawłowicz (reż. Zofia Modrzewska)
- 1933: Eros i Psyche jako De la Roche (reż. J. Osterwa)
- 1935: Rajski ogród jako Książę Ebersmark (reż. Karol Wyrwicz-Wichrowski)
- 1935: Poskromienie złośnicy jako Prologus (reż. T. Białkowski)
- 1936: Matura jako	Dr Dominik Cibula (reż. Józef Karbowski)
- 1937: Bolesław Śmiały jako Słowa Poety (reż. Karol Frycz)
- 1937: Warszawianka jako Żołnierz z dywizji Żymirskiego (reż. S. Wysocka)
- 1937: Gałązka rozmarynu jako Kapelan (reż. Zygmunt Nowakowski)
- 1938: Wikinda jako Wajdelota (reż. Wacław Nowakowski)
- 1945: Dziewczyna z lasu jako Gajowy (reż. J. Karbowski)
- 1945: Penelopa jako Mentor (reż. K. Frycz)
- 1945: Antygona jako Zwiastun (reż. T. Trzciński)
- 1945: Przejrzały oczy nasze Jan Emanuel (reż. J. Karbowski)
- 1946: Portret generałaMajordomus Karol (reż. K. Frycz)

Teatr im. Wojciecha Bogusławskiego Warszawa
- 1925: Jak wam się podoba jako Oliwer (reż. Leon Schiller, Aleksander Zelwerowicz)
- 1925: Słomkowy kapelusz jako Wicehrabia de Rosalba (reż. A. Zelwerowicz)
- 1925: Achilleis jako Agamemnon (reż. L. Schiller)
- 1926: Rewizor jako Chłopow (reż. A. Zelwerowicz)
- 1926: Róża jako Benedykt (reż. L. Schiller)
- 1926: Napoleon w szlafroku jako Książę Feliks Baciocchi (reż. A. Zelwerowicz)

Teatry Dramatyczne (Teatr im. Juliusza Słowackiego) Kraków
- 1946: Fantazy jako Rzecznicki (reż. J. Osterwa)
- 1946: Wesele jako Stańczyk (reż. T. Białkowski)
- 1947: Odys u Feaków jako Demodok (reż. J. Karbowski)
- 1947: Judasz z Kariothu jako Joazar (reż. J. Karbowski)
- 1948: Adwokat i róże jako Przyjaciel (reż. Maryna Broniewska)
- 1948: Owcze źródło jako Alonzo (reż. Bronisław Dąbrowski)
- 1948: Sen nocy letniej jako Egeusz (reż. B. Dąbrowski)
- 1949: Trzy siostry jako Ferapont (reż. B. Dąbrowski)
- 1949: Mickiewicz jako Literat (reż. B. Dąbrowski)
- 1949: Damy i huzary jako Rembo (reż. Władysław Krzemiński)
- 1949: Lubow Jarowaja jako Czyr (reż. B. Dąbrowski)
- 1950: Balladyna jako Pustelnik (reż. B. Dąbrowski)
- 1951: Kościuszko w Berville jako Pułkownik Fiszr (reż. W. Nowakowski)
- 1951: Talenty i wielbiciele jako Martyn Prokofjicz Narkow (reż. Henryk Szletyński)
- 1952: Płody edukacji jako Fiodor Iwanycz (reż. W. Krzemiński)
- 1953: Polacy nie gęsi jako pan Rudomina (reż. Roman Niewiarowicz)
- 1955: Dom na Twardej jako Frankowski (reż. B. Dąbrowski)
- 1955: Odwiedziny jako Dziadek Migacz (reż. J. Karbowski)
- 1955: Pierwszy dzień święta jako Szaban (reż. B. Dąbrowski)
- 1956: Kordian jako Ksiądz zakonny (reż. B. Dąbrowski)
- 1956: Wesele jako Dziad (reż. B. Dąbrowski)
- 1957: Dwa teatry jako Ojciec (reż. B. Dąbrowski)
- 1957: Wyzwolenie jako Stary Aktor, Starzec (reż. B. Dąbrowski)

Teatry Dramatyczne (Stary Teatr) Kraków
- 1949: Traktor i dziewczyna jako Dominik (reż. W. Krzemiński)
- 1954: Wiśniowy sad jako Firs (reż. W. Krzemiński)

### Prace reżyserskie
- 1933: Co tylko chcecie, Teatr Miejski im. Juliusza Słowackiego, Kraków
- 1935: Poskromienie złośnicy, Teatr Miejski im. Juliusza Słowackiego, Kraków
- 1946: Wesele, Teatry Dramatyczne (Teatr im. Juliusza Słowackiego), Kraków
- 1947: Dom otwarty (reż. zespołowa), Teatry Dramatyczne (Teatr im. Juliusza Słowackiego) Kraków – opieka reżyserska
- 1948: Poskromienie złośnicy, Teatr Miejski, Lublin

## Ordery i odznaczenia
- Krzyż Komandorski Orderu Odrodzenia Polski (1959)
- Srebrny Wawrzyn Akademicki (4 listopada 1937)[3]
- Medal 10-lecia Polski Ludowej (23 maja 1955)[4]

## Nagrody
- III nagroda na Festiwalu Dramatów Wyspiańskiego za rolę Starego Aktora w Wyzwoleniu w Teatrze im. Juliusza Słowackiego w Krakowie (1958)
- Nagroda Artystyczna miasta Krakowa za osiągnięcia artystyczne na przestrzeni 50 lat pracy teatralnej (1960)[5]